# وعثة
وَعْثَة (الاسم العلمي: Coleosporium)، جنس فطور مجهرية معروف من الشقرانيات تتبع فصيلة الوعاثيات. يشمل هذا الجنس المتنوع ما يقرب من 100 نوع متميز. تتضمن دورة حياة هذه الفطريات مراحل خاصة، حيث تتطفل خلالها على أنواعًا مختلفة من أشجار الصنوبر، بينما تحدث نهائية البوغ على مجموعة واسعة من كاسيات البذور (النباتات المزهرة).